# Centúria (unitat militar)
|  | Per a altres significats, vegeu «Centúria». |

La centúria era una unitat bàsica de la infanteria de l'exèrcit romà. Constituïa l'eix de les legions i de les unitats auxiliars romanes. Durant la República era una divisió que es feia entre els ciutadans quan s'elaboraven els censos pel censor, per tal de formar una unitat militar per a la legió.
La tradició atribuïa al rei Servi Tul·li l'organització de la població masculina romana en centúries, segons el nivell de riquesa i l'edat de cada ciutadà o sigui, segons la seva capacitat per equipar-se militarment i poder lluitar, però les dades que dona Livi dels diferents tipus d'armament i de l'avaluació de la riquesa en asos són anacrònics pel que fa al segle vi aC, l'època de Servi Tul·li. Es creu que Titus Livi descriu una antiga organització de la legió, en un moment en què els legionaris formaven línies d'infanters pesada més que tropes de soldats lleugerament armats. Sembla que l'armament de bronze que descriu Titus Livi per a la primera classe correspondria al dels hoplites grecs, i era el de l'exèrcit primitiu format per Servi Tul·li. La llarga guerra contra Veïs a finals del segle V i principis del IV aC, hauria donat lloc a la incorporació de les segones i terceres classes a la legió, per incloure ciutadans que no tenien els mitjans suficients per comprar l'armament complet de l'hoplita.
La centúria estava formada per 80 homes distribuïts en 10 contubernis (en llatí contubernia) que tenien 8 homes cada un i era la unitat més petita de l'exèrcit romà.
Tota la centúria era comandada pel centurió, ajudat per un optio o lloctinent i per un tesserari o suboficial de seguretat. Tenia un estendard o signum portat per un signifer. Cada centúria disposava d'un bucinator, encarregat de tocar la buccina, una espècie de trompa utilitzada per transmetre ordres. Les centúries s'agrupaven de dues en dues, formant manípuls de 160 homes, que, al seu torn, en grups de tres manípuls, formaven una cohort de 489 soldats. Excepcionalment, la primera cohort, formada per soldats d'elit de la legió, tenia només cinc centúries, però eren centúries dobles, és a dir, de 160 homes cada una. Els centurions d'aquestes centúries s'anomenaven primi ordinis, i el de la primera centúria, rebia el nom de primipilus. Una centúria romana seria el que ara és una companyia d'infanteria.
Una centúria no va arribar mai a tenir 100 soldats, ja que el seu nom derivava del de centurió.